# Fla Manguaça
Grêmio Recreativo Cultural Social Escola de Samba Fla Manguaça (ou simplesmente Fla Manguaça) é uma escola de samba da cidade do Rio de Janeiro, sediada no bairro de Pilares. Foi formada por sambistas torcedores do Clube de Regatas do Flamengo, integrantes da torcida organizada Fla Manguaça, que foi criada em 1995.

## História
A escola foi criada em julho de 2020, formada por integrantes da torcida organizada de mesmo nome, torcedores do Flamengo. Em 2022, realiza seu primeiro desfile, no Grupo de Avaliação, conquistando o campeonato com um enredo sobre a resistência dos negros e sua contribuição na formação social e cultural do Brasil, garantindo assim o acesso a Série Bronze em 2023.
No ano seguinte, trouxe um enredo que homenageou São Judas Tadeu. A escola foi a terceira a desfilar na segunda noite de desfiles da Série Bronze. Após a apuração dos resultados, a agremiação foi a campeã da segunda noite da Série Bronze, obtendo, assim, o direito de desfilar na Série Prata em 2024, competindo ao lado de escolas como Acadêmicos de Santa Cruz e Caprichosos de Pilares.

## Carnavais
| Ano  | Colocação   | Grupo                                        | Enredo | Carnavalesco      | Ref.                 |
| ---- | ----------- | -------------------------------------------- | --- | ----------------- | -------------------- |
| 2022 | Campeã      | Grupo de Avaliação (quinta divisão)          | Sou Resistência! Sou da Pele Preta! Sou Voz da Favela que não se Cala! Muito prazer, sou Fla Manguaça! (Compositores: André Diniz)                            | Amarildo de Mello | [ 9 ] [ 10 ]         |
| 2023 | Campeã      | Série Bronze (quarta divisão)                | Os Orixás Te Recebem em Festa... Rogai Por Nós, São Judas Tadeu (Compositores: Dudu Botelho, Leonardo Bessa, Franco Cava, Leandro de Deus e Marquinho Chaves) | Amarildo de Mello | [ 11 ] [ 12 ]        |
| 2024 | Vice-campeã | Série Prata (Terça-feira) (terceira divisão) | Quer apostar? (Compositores: Cláudio Russo e Gabriel Simões)                                                                                                  | Amarildo de Mello | [ 13 ] [ 14 ]        |
| 2025 | 13.º Lugar  | Série Prata (terceira divisão)               | Coletivo Gazela Negra - O Quilombo Contra o Racismo (Compositores: Pretinho da Serrinha, Gustavo Clarão, Fred Camacho e Tito José)                            | Amarildo de Mello | [ 15 ] [ 16 ] [ 17 ] |

## Títulos
| Títulos da Fla Manguaça | Títulos da Fla Manguaça | Títulos da Fla Manguaça | Títulos da Fla Manguaça | Títulos da Fla Manguaça |
| ----------------------- | ----------------------- | ----------------------- | ----------------------- | ----------------------- |
| Divisão                 | Divisão                 | Títulos                 | Carnavais               | Referências             |
|                         | Quarta Divisão          | 1                       | 2023                    | [ 18 ]                  |
|                         | Quinta Divisão          | 1                       | 2022                    | [ 9 ]                   |